# Carabao (Band)
Carabao (Thai คาราบาว) ist eine thailändische Rockband, die in Thailand und anderen asiatischen Ländern sehr beliebt ist. Die Gruppe wurde 1976 von den Studenten Yuenyong Opakul (Aed) und Kirati Phromsaakhaa na Sakon Nakhon (Keo oder Khiao) gegründet, die sich beim Studium auf den Philippinen kennenlernten. Das Wort Carabao ist Tagalog und bedeutet Büffel, ein Symbol für kämpfen, hart arbeiten und Geduld.

## Geschichte
Carabao hat eine lange und wechselhafte Geschichte. Es gab einige Umbesetzungen. Mehrere Mitglieder haben die Band verlassen und sind wieder zurückgekehrt. Bandleader, Gitarrist, Leadsänger, Songschreiber und Komponist Aed ist das einzige Mitglied, welches bei allen Alben und Tourneen mitgewirkt hat.

### Anfänge
Carabao wurde ursprünglich auf den Philippinen gegründet von Aed, Keo (Khiao) und einem weiteren Mitglied, die alle sangen und Gitarre spielten. Als Aed nach Thailand zurückkehrte, gab es zunächst keine gemeinsamen Auftritte mehr. Aed war zunächst als Architekt tätig und nebenbei weiter als Musiker aktiv. Er schrieb ein Lied für die Liveband Hammer und spielte aushilfsweise bei der Band Hope. Nachdem er Erfahrungen mit anderen Bands gemacht hatte, wollte er eine eigene Band haben und Carabao wurde wieder ins Leben gerufen. Er überzeugte Keo (Khiao), zurückzukehren und von nun an Bass zu spielen.

### Die ersten Alben
Das erste Album Lung Khi Mao (ลุงขี้เมา – Betrunkener alter Mann) wurde 1981 von Aed und Keo herausgebracht. Unterstützt wurden sie hierbei durch Mitglieder von Hope, da der jungen Band ein Schlagzeuger, ein Lead-Gitarrist und ein Keyboarder fehlten. Auf dem Album waren einfache Folksongs, die sich nur wenig von anderen „Lieder für das Leben“-Bands dieser Zeit unterschieden, aber es gab Einflüsse von Rockmusik. Einige Melodien waren von asiatischen oder thailändischen Folk- und Rocksongs übernommen. Der Titelsong verwendete die Melodie eines philippinischen Volksliedes. Das Album wurde nicht oft verkauft, aber Aed fand neue Mitglieder für eine überzeugende Liveband.
Der Durchbruch kam mit dem Gitarristen und Sänger Preecha Chanapai (Lek). Lek hatte einen ausgeprägten und kraftvollen Stil ähnlich wie Santana, wodurch Aed mehr Vertrauen in die Band hatte. Zu dieser Zeit spielte Lek in The President Band. Beim zweiten Album von Carabao wurden Aed, Lek und Keo von Mitgliedern dieser Band unterstützt. Auf diesem Album spielte Keo wieder Gitarre und der Bassist Anupong Prathompatama (Ot) von der President Band spielte Bass. Ot wurde zu einem der treuesten Mitglieder der Band.
Mit ihrem dritten Album wurden Carabao im ganzen Land bekannt. Waniphok (วณิพก – Der wandernde Musikant) mit dem gleichnamigen Titelsong erzählt die Geschichte eines blinden Straßenmusikers und wurde ein großer Hit. Dieses Lied zeichnet sich durch den „Sam Cha“-Rhythmus aus, eine Mischung von nordöstlichen Thai Folk Rhythmen wie Mor Lam und Luk Thung sowie Latin-Rhythmen. Spätere Carabao-Alben zeichnen sich durch viele Lieder in diesem Stil aus. Aed bemerkte mit Stolz, dass Discos in Thailand vor Waniphok nur westliche Lieder spielten, aber der eingängige, bodenständige Rhythmus des Lieds ermöglichte den Durchbruch.
Beim vierten Album spielte der Schlagzeuger Amnaat Luukjan (Pao) mit, welcher bei der Band blieb.

### Ruhm
Carabaos beliebtestes Album Made In Thailand (เมดอินไทยแลนด์) entstand 1984 und wurde bis heute über vier Millionen Mal verkauft. Der Titelsong war auch in einigen Nachbarländern erfolgreich. Das Album zeichnet sich durch eine bemerkenswerte Vielfalt von Musikstilen aus: Rock, Folk, regionale Thai-Stile wie Mor Lam und Luk Thung, Reggae und Latin, so wie klassische thailändische Musik mit dem Lied เรฟูจี (Refugee).
Zu dieser Zeit stießen zwei weitere Musiker zu Carabao: Thanit Siiklindii (Ajaan) mit Holzblasinstrumenten und Gitarrist/Sänger Thierry Mekwattana. Keo wurde nun Background-Sänger und Multi-Instrumentalist. Die jetzige Besetzung: Aed, Lek, Thierry, Keo, Ajaan, Ot und Pao wird von vielen Fans als die klassische Besetzung bezeichnet.
Mit dieser Besetzung wurden in den 1980ern weitere Alben aufgenommen. Es entstanden kraftvolle, ungewöhnlich vielseitige und zunehmend politische Werke wie die Hits Welcome to Thailand, Khon Chon Phuyingyai, Mae Sai und Thaplang. Letzteres handelt über den Diebstahl eines antiken Tür-Sturzes (Thai: ทับหลัง – Thaplang) aus dem Khmer-Tempel Prasat Hin Khao Phanom Rung, der den ruhenden Gott Vishnu (Thai: พระนารายณ์ – Phra Narai) darstellt. Er tauchte später in einem amerikanischen Museum auf, was zu Protesten der thailändischen Regierung führte. Durch Vermittlung des thailändischen Historikers Prinz Subhadradis Diskul wurde das Kunstwerk 1998 wieder zurückgegeben. Der Refrain des Liedes lautet übersetzt „Behaltet Euren Michael Jackson, aber gebt uns unseren Vishnu zurück!“ Während dieser Zeit festigten Carabao ihren Ruf als Thailands beliebteste Musikgruppe aller Zeiten.

### Auflösung
Nach dem Album Thaplang von 1988 begann die Band sich aufzulösen, da einige Mitglieder Solokarrieren starteten. Zuerst gingen Thierry, Ajaan und Pao, welche einen Ableger der Band gründeten. Nach dem zehnten Album Ham Chot Khwai (ห้ามจอดควาย) gab die Band ihre Trennung bekannt. Aber Aed, Lek und Ot spielten bald wieder zusammen mit neuen Musikern: Luechai Ngamsom (Duk) an den Keyboards und Chuchat Nuduang (Ko). Zunächst hatte die Band einen anderen Namen, aber Aed wurde dazu überredet, den Namen Carabao wieder aufleben zu lassen und so spielte Carabao mit neuer Besetzung. Aed war nun das einzige Gründungsmitglied in der Band. Nach dem zwölften Album Satcha Sip Prakan (สัจจะ ๑๐ ประการ) erlebten die Fans den nächsten Schock mit dem Weggang von Lek, welcher durch den Gitarristen Khajornsak Hutawatana (Mi) ersetzt wurde. Obwohl die Fans nicht glücklich mit der neuen Besetzung waren, entstanden in dieser Besetzung drei Alben in den frühen 1990ern. Trotz des geringeren kommerziellen Erfolgs blieb Carabao eine der bedeutendsten thailändischen Bands. Die Singles Raeng Koi und Luang Pho Khun wurden oft von thailändischen Radiostationen gespielt.

### Wiedervereinigung
1995 kam die Band wieder in ihrer klassischen Besetzung zusammen und feierte das 15-jährige Bandjubiläum. Sie nahmen das Doppelalbum Hak Huachai Yang Rak Khwai (หากหัวใจยังรักควาย – Wenn du noch immer Büffel liebst) auf. Dieses wurde zum größten Erfolg der Band seit einigen Jahren und so wurden sie auch wieder Thailands größte Band. Aber die Wiedervereinigung hielt nicht lange. Danach spielte wieder die Besetzung Aed-Ot-Duk-Mi-Ko, welche im Studio von Keo unterstützt wurde.
Für ihr 18. Album Amerikan Anthaphan schlossen sich Lek und Thierry wieder der Band an, an der noch 4 weitere Mitglieder der klassischen Besetzung beteiligt waren (Aed, Lek, Thierry und Ot) sowie 3 spätere Mitglieder (Duk, Ko, Mi) und als neue Mitglieder der Perkussionist/Flötist/Schlagzeuger Thepajon Phanthuphongthai (Uan) und der zweite Perkussionist/Bassist Sayaphon Singthong (Nong).

### Gegenwart
Die Band hat weitere Alben aufgenommen, die sowohl kommerziell als auch in den Augen der Kritiker erfolgreich waren. Die Besetzung blieb weitgehend stabil. Nur Nong hat die Band vor kurzem verlassen. Obwohl Keo seit Jahren kein offizielles Mitglied ist, unterstützt er die Alben mit Gesang, Gitarre und Produktionsassistenz. Pao nimmt gelegentlich an Liveauftritten teil. Das letzte Album der Band Yisip-Ha Phi Luk Lung Khi Mao (25 Jahre – das Kind des betrunkenen alten Mannes) erschien 2007 zu ihrem 25-jährigen Bestehen. Zum 80. Geburtstag von König Bhumibol Adulyadej erschien auf diesem Album das Lied Tam Roy Pho (Folge der Spur des Vaters), mit dem die Band dem König Respekt zollt.

## Stil
Sie sind bekannt für ihre „phleng phuea chiwit“ (เพลงเพื่อชีวิต) oder „Lieder für das Leben“. Diese Art von Musik wurde durch die Protestsongs der 1970er politischen Unruhen in Thailand beliebt. Carabao haben den akustischen Folk-Stil von „phuea chiwit“ erweitert mit anderen Formen thailändischer Musik, westlichem Rock, Hard Rock, Country und Musikstilen wie Latin und Reggae. Deswegen werden sie auch als „Ethnic Rocker“, „Kings of Cha-Cha-Cha“ oder „Rolling Stones Asiens“ genannt.
In den Liedern von Carabao geht es um soziale und politische Themen, Forderungen nach sozialer Gerechtigkeit und um die Anliegen der einfachen Menschen. Aber es gibt auch Liebeslieder und philosophische Lieder mit Botschaften für alle Menschen. Aed Carabao wird von vielen geliebt. Trotz seiner scharfen Zunge und seiner offenen Kritik an Politikern, Wirtschaft und Umweltzerstörung ist er schon lange erfolgreich. Mindestens ein oder zwei Lieder von den Alben der mittleren 90er wurden von der Regierung verboten. Die Band wurde damals von öffentlichen Fernseh- und Radiostationen weitgehend ignoriert. Trotzdem ist Carabao die beliebteste Rockband Thailands. Carabao hat den Kult-Status schon lange erreicht und zählt heute zu den erfolgreichsten legendären Rockgruppen der Welt. Sie werden mit U2 verglichen.

## Diskografie
Bis heute hat Carabao insgesamt 26 offizielle Studioalben aufgenommen – Vol. 1 bis Vol. 26 / 1981–2009. Zusammen mit einigen Spezial- und Livealben sowie den Compilations gibt es mehr als 60 Veröffentlichungen.

### Studioalben
| Jahr | Name in Thai    | Aussprache                    | Name in Deutsch                                  |
| 1981 | ลุงขี้เมา          | Lung Khi Mao                  | Der betrunkene alte Mann                         |
| 1982 | แป๊ะขายขวด       | Pae Khai Khuat                | Der alte Flaschensammler                         |
| 1983 | วณิพก            | Waniphok                      | Der wandernde Musikant                           |
| 1983 | ท. ทหารอดทน     | Th. Thahan Ot Thon            | Der leidende Soldat                              |
| 1984 | เมดอินไทยแลนด์    | Made In Thailand              | Made in Thailand                                 |
| 1985 | อเมริโกย         | Amerikoi                      | Gierige Amerikaner                               |
| 1986 | ประชาธิปไตย      | Prachathipatai                | Demokratie                                       |
| 1987 | เวลคัมทูไทยแลนด์   | Welcome To Thailand           | Willkommen in Thailand                           |
| 1988 | ทับหลัง           | Thap Lang                     | Der Tür-Sturz                                    |
| 1990 | ห้ามจอดควาย      | Ham Chot Khwai                | Parkverbot für Büffel                            |
| 1991 | วิชาแพะ          | Wicha Phae                    | Unterricht als Prügelknabe                       |
| 1992 | สัจจะ ๑๐ ประการ  | Satcha Sip Prakan             | Die 10 Gebote                                    |
| 1993 | ช้างไห           | Chang Hai                     | Weinende Elefanten                               |
| 1994 | คนสร้างชาติ       | Khon Sang Chat                | Die Erbauer der Nation                           |
| 1995 | แจกกล้วย         | Chaek Kluai…                  | Bananen verteilen …                              |
| 1995 | หากหัวใจยังรักควาย | Hak Huachai Yang Rak Khwai    | Wenn du immer noch Büffel liebst                 |
| 1997 | เส้นทางสายปลาแดก | Senthang Sai Pla Daek         | Der Weg von Plaa Daek                            |
| 1997 | เช ยังไม่ตาย      | Che Yang Mai Tai              | Che ist noch nicht tot                           |
| 1998 | อเมริกันอันธพาล    | Amerikan Anthaphan            | Die schurkischen Amerikaner                      |
| 1998 | พออยู่พอกิน        | Pho Yu Pho Kin                | Leben von Subsistenzwirtschaft                   |
| 2000 | เซียมหล่อตือ       | Siam Lor Tue                  | Das attraktive Siamesische Schwein               |
| 2001 | สาวเบียร์ช้าง      | Sao Bia Chang                 | Chang-Bier Mädchen                               |
| 2002 | นักสู้ผู้ยิ่งใหญ่       | Nak Su Phu Ying Yai           | Der große Kämpfer                                |
| 2005 | สามัคคีประเทศไทย  | Samaki Prathet Thai           | Vereinigtes Thailand                             |
| 2007 | ๒๕ ปี ลูกลุงขี้เมา   | Yisip-Ha Phi Luk Lung Khi Mao | 25 Jahre – Das Kind des betrunkenen alten Mannes |
| 2009 | โฮะ             | Ho                            | Ho                                               |

### Spezialalben
- 2003: เมดอินไทยแลนด์ ภาค 2546 สังคายนา – Made in Thailand Paak 2546 Sang-Kai-Na – Made in Thailand, Version 2003
- 2005: หนุ่มบาว – สาวปาน (2548) Num Bao – Sao Parn – Junger Mann Bao, Junge Frau Parn. Mit der Gastsängerin Parn Thanaporn (von RS Promotion)
- 2007: Ruam Hit 25 Phi – Bao Benjapes. 25 Lieder + 5 Bonustracks – 2 CDs. Die 25-Jahre Jubiläums-Compilation.
- 2009: Carabao & Parn Thanaporn – Bao Parn Return (RS, CD 2. Dezember 2009)

### Livealben
- 2003: 20 ปี คาราบาว-20 Jahre Carabao
- 2008: The Diary of Carabao, Konzert am 16. Februar 2008 in Bonanza Khao Yai, Pak Chong, Nakhon Ratchasima
- 2009: 3 ช่าสามัคคี ตอน ลูกทุ่งแฟนตาเชีย – 3 Cha Samakkhi Luk Thung Fantasia – Cha-Cha-Cha zusammen mit Luk Thung Fantasia, Konzert am 31. Mai 2009 in der Impact Arena, Mueang Thong Thani, Nonthaburi mit Gastsängern aus der thailändischen Talentshow Academy Fantasia und Sek LOSO
- 2010: Bao Parn Big Match Concert, Konzert am 20. März 2010 im Mueang Thong Thani Stadion, Nonthaburi. Gäste: Thaitanium, Girly Berry, Nattawut Skidjai, Aun Sripan, Pong Lang Sa On
- 2013: เขียว คาราบาว: บันทึกการแสดงสดคอนเสิร์ต 60 ปี – Kiew Carabao – 60th Anniversary Concert, Konzert am 5. Mai 2013 im Chalermkrung Theater, Bangkok. Gäste: Hope, Seepuek Khondarnkwien, Pao Barabao
- 2014: Rock Never Dies ควาย Ever Dance – Rock Never Dies Kwai Ever Dance, Konzert am 9. November 2013 in Sattahip, Chonburi. Gäste: Laem Morrison, Olarn Promjai, Kitti, Sek Loso, Kotee Aramboy